# ズルテ
ズルテ（オランダ語: Zulte、オランダ語発音: [ˈzʏltə] ( 音声ファイル)）は、ベルギー・オースト＝フランデレン州にある基礎自治体である。

## 概要
2021年時点の人口は1万5843人で、面積は32.52 km2である。
この町は1891年から町名と同じズルテの名前を冠するビールで知られている。

## スポーツ
サッカーのSVズルテ・ワレヘムが全国リーグに所属しているために町の名前が知られている。なおワレヘムは隣町の名前であるが、ウェスト＝フランデレン州に所属する。